# الدوري السويدي الدرجة الأولى 1993
الدوري السويدي الدرجة الأولى 1993 (بالسويدية: Division 1 i fotboll 1993)‏ هو موسم من الدوري السويدي الدرجة الأولى. فاز فيه Hammarby IF ‏.